# Robert von Greim
Vitez Robert von Greim, nemški vojaški pilot, pravnik, letalski as in feldmaršal, * 22. junij 1892, Bayreuth, † 24. maj 1945, Salzburg, Avstrija.
Med prvo svetovno vojno je dosegel 28 zračnih zmag, za kar je bil odlikovan s Pour le Mérite in Vojaškim redom Maksimilijana Jožefa ter z nazivom vitez.
Po vojni je bil nekaj časa odvetnik, toda kmalu je odšel na Kitajsko, kjer je sodeloval pri ustanavljanju Kitajskega vojnega letalstva pod poveljstvom Čang Kajška.
Leta 1933 je vstopil v novoustanovljeno Luftwaffe.